# Embaixada da Espanha em Brasília
A Embaixada da Espanha em Brasília é a principal representação diplomática espanhola no Brasil. A atual embaixadora é Mar Fernández-Palacios.
Está localizada na Avenida das Nações, na quadra SES 811, Lote 44, no Setor de Embaixadas Sul, na Asa Sul. O prédio é uma das embaixadas de arquitetura mais emblemáticas da cidade, tendo sido projetado por Rafael Leoz.

## História
Assim como outros países, a Espanha recebeu de graça um terreno no Setor de Embaixadas Sul (SES) na época da construção de Brasília, medida que visava a instalação mais rápida das representações estrangeiras na nova capital. A embaixada espanhola foi construída entre 1972 e 1976 e é uma das mais chamativas do SES. Seu arquiteto, Rafael Leoz, seguia preceitos modernistas, mas também tinha suas próprias pesquisas formais, com a embaixada ressaltando também seu lado tradicionalista.
O prédio é composto de vários volumes em módulos de plantas hexagonais, com diferentes alturas. A organização conforma pátios internos com fontes, revestidas de azulejos - uma referência a arquitetura mourisca existente na Espanha devido aos anos em que o país esteve sob controle muçulmano, e que fazem parte da arquitetura tradicional ibérica.

## Serviços
A embaixada realiza os serviços protocolares das representações estrangeiras, como o auxílio aos espanhóis que moram no Brasil e aos visitantes vindos da Espanha e também para os brasileiros que desejam visitar ou se mudar para o país europeu. Cerca de 80 mil brasileiros moram na Espanha. Além da embaixada, a Espanha conta com mais quatro consulados gerais no Rio de Janeiro, em São Paulo, em Porto Alegre e em Salvador, consulados honorários em Cuiabá, Belo Horizonte, Manaus, Maceió, Fortaleza, Curitiba, Recife, Santos, São Luís, São José do Rio Preto, Teresina e Vitória, além de mais dois vice-consulados.
Outras ações que passam pela embaixada são as relações diplomáticas com o governo brasileiro nas áreas política, econômica, cultural e científica. O Brasil e a Espanha mantém acordos comerciais, militares, acadêmicos e de tecnologia, e o Brasil é o segundo país com mais investimentos espanhóis, cerca de 60 bilhões de dólares.